# Лейтон (Юта)
Ле́йтон (англ. Layton) — город (с 1950 г.) в округе Дейвис (Юта, США). Город назван в честь мормонского проповедника Кристофера Лейтона.
Площадь — 54,0 км². Население — 58 474 человек (9-я строчка в списке крупнейших городов штата).

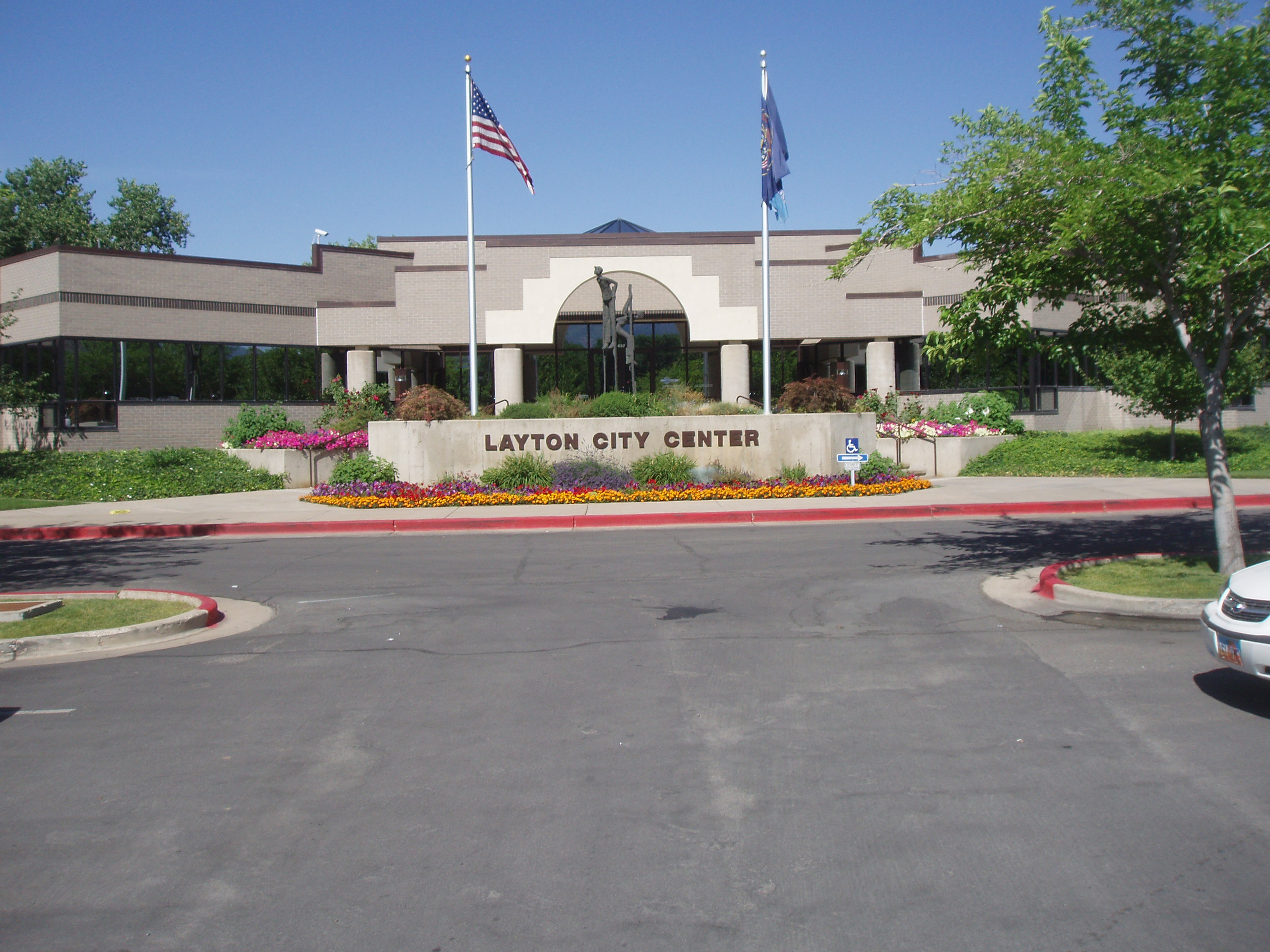

## Население
- Расовый состав: европеоидная 89,91%, негроидная 1,61%, американоидная 0,53%, монголоидная 2,08%, австралоидная 0,27%, прочие 3,09%, две и больше рас 2,52%.
- Возраст населения: 35,1% менее 18 лет, 12,1%  18—24 года, 30,3% 25—44 лет, 16,8% 45—64 лет и 5,7% более 65 лет.
- Образование представлено университетом Уибера (Weber State University),  Дейвисским школьным округом (Davis School District): по две школы из трёх уровней.